# درمیان
روستای درمیان، روستایی در دهستان درمیان بخش مرکزی شهرستان درمیان استان خراسان جنوبی ایران است. بر پایه سرشماری عمومی نفوس و مسکن در سال ۱۳۹۵ جمعیت این روستا ۱٬۶۵۷ نفر (در ۴۴۲ خانوار) بوده‌است.